# Plainfeld
Plainfeld ist eine Gemeinde im Salzburger Land im Bezirk Salzburg-Umgebung in Österreich mit 1296 Einwohnern (Stand 1. Jänner 2024).

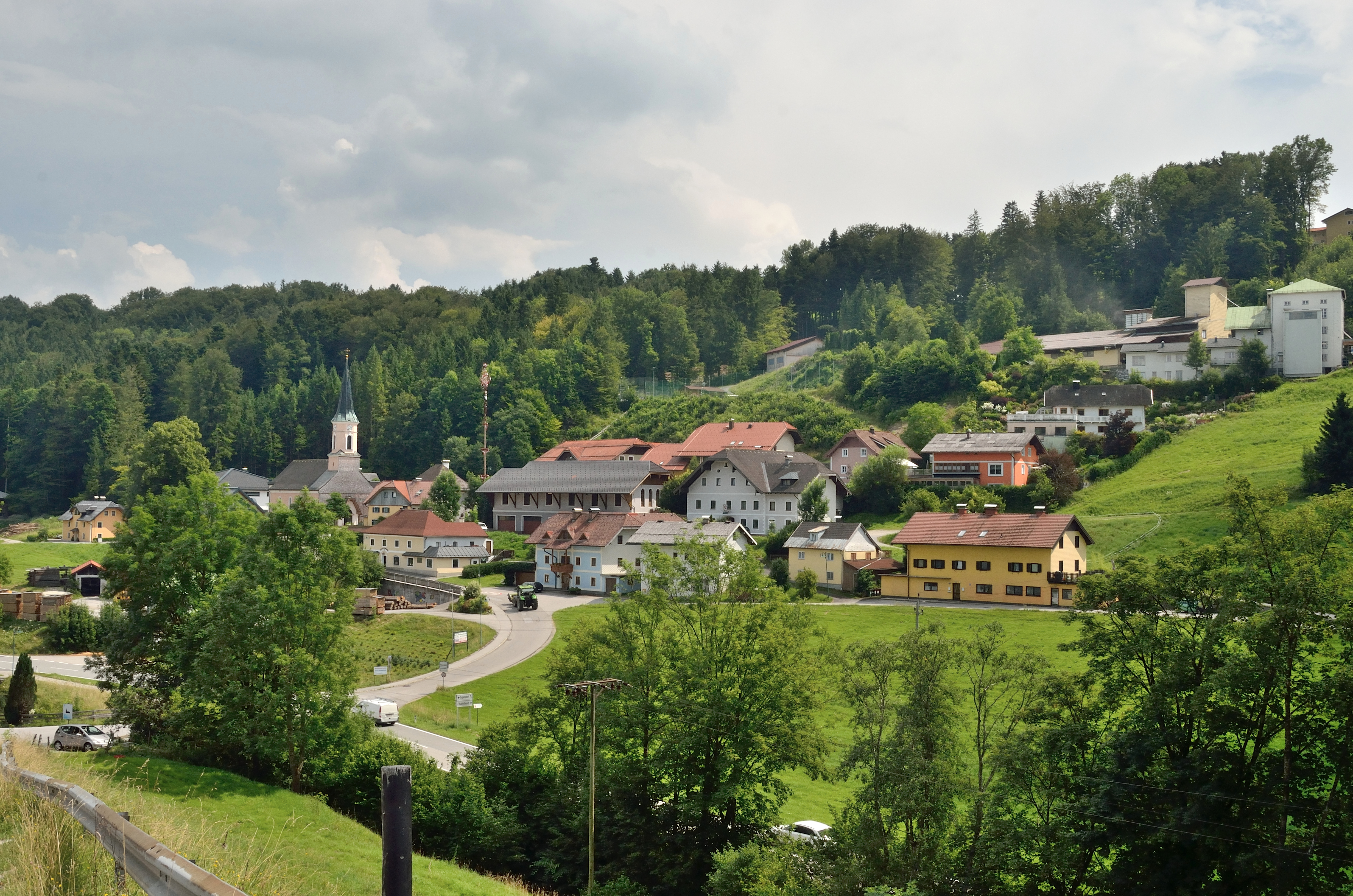
Plainfeld, Ortszentrum

## Geografie

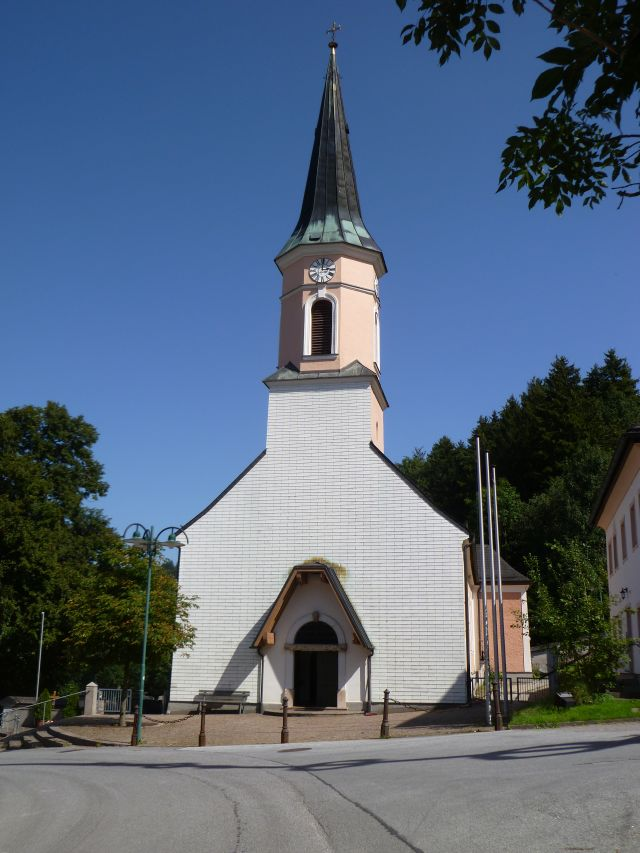
Pfarrkirche Plainfeld

Die Gemeinde liegt im Flachgau im Salzburger Land, 12 Kilometer östlich der Stadt Salzburg im Gerichtsbezirk Seekirchen am Wallersee. Die Fläche beträgt 5,21 Quadratkilometer. Davon sind 59 Prozent landwirtschaftliche Nutzfläche und 25 Prozent Wald.

### Gemeindegliederung
Die Gemeinde besteht aus einer Ortschaft. Ortsteile sind Edt, Hub, Lacknerwinkel, Lehenau, Müllnerfeld, Oberplainfeld, Plainfeld-Zerstreute Häuser und Weilmannschwandt.

### Nachbargemeinden
| Eugendorf |                                             |                  |
|           | Kompassrose, die auf Nachbargemeinden zeigt | Thalgau          |
|           | Koppl                                       | Hof bei Salzburg |

## Geschichte
1154 erfolgte die erste Nennung des Ortes durch Engelschalkus von Pluginveld. Im Jahr 1393 wird festgehalten, dass „Pleydenfeld“ von alters her bäuerlicher Siedlungsraum war. Um diese Zeit gab es vermutlich zwei Höfe im Gemeindegebiet.
Um 1100 dürften Rodungen durch die bayerischen Besiedler erfolgt sein.
Im Jahr 1292 ging die Grundherrschaft von den Rittern von Pabenswant auf die Herren von Alm über. Um 1560 schenkte Eustachius von Alm den Weiler Pabenswandt dem Sebastian Hartberger. Dieses Gebäude besteht noch heute unter dem Namen Ansitz Pabenschwandt.
Pfarrlich gehörte Plainfeld zur Mutterpfarre Seekirchen. Im Jahr 1798 wurde mit dem Bau einer eigenen Kirche begonnen, der Kirchturm stürzte jedoch zwei Jahre nach Baubeginn ein. Der Wiederaufbau und die Fertigstellung der Kirche verzögerten sich, der Stifter und große Wohltäter Martin Seywaldstätter starb 1830. Im Jahr 1838 erfolgte schließlich die Weihe durch den Erzbischof Friedrich von Schwarzenberg. Ein neuer Hochaltar aus Marmor wurde 1871 von Erzbischof Maximilian Josef von Tarnoczy geweiht.
1891 wurde das Vikariat Plainfeld zur Pfarre erhoben.

## Politik

### Gemeinderat
| Gemeinderatswahl 2024Wahlbeteiligung: 72,9 % 9080706050403020100 68,4 % (−11,7 %p)14,3 % (+6,8 %p)8,9 % (n. k. %p)8,4 % (−4,0 %p) ÖVPFPÖGRÜNESPÖ20192024 |

Die Gemeindevertretung hat insgesamt 13 Mitglieder.
- Mit den Gemeindevertretungs- und Bürgermeisterwahlen in Salzburg 2004 hatte die Gemeindevertretung folgende Verteilung: 9 ÖVP, und 4 SPÖ.
- Mit den Gemeindevertretungs- und Bürgermeisterwahlen in Salzburg 2009 hatte die Gemeindevertretung folgende Verteilung: 10 ÖVP, 2 SPÖ, und 1 FPÖ.[4]
- Mit den Gemeindevertretungs- und Bürgermeisterwahlen in Salzburg 2014 hatte die Gemeindevertretung folgende Verteilung: 10 ÖVP, 2 SPÖ, und 1 FPÖ[5].
- Mit den Gemeindevertretungs- und Bürgermeisterwahlen in Salzburg 2019 hatte die Gemeindevertretung folgende Verteilung: 11 ÖVP, 1 SPÖ, und 1 FPÖ.[6]
- Mit den Gemeindevertretungs- und Bürgermeisterwahlen in Salzburg 2024 hat die Gemeindevertretung folgende Verteilung: 9 ÖVP, 2 FPÖ, 1 GRÜNE und 1 SPÖ.[7]

|  | Die zur Anzeige dieser Grafik verwendete Erweiterung wurde dauerhaft deaktiviert. Wir arbeiten aktuell daran, diese und weitere betroffene Grafiken auf ein neues Format umzustellen. (Mehr dazu) |

### Bürgermeister
- 1989–2009 Leonhard Wörndl-Aichriedler (ÖVP)[8]
- seit 2009 Wolfgang Ganzenhuber (ÖVP)[9]

### Wappen

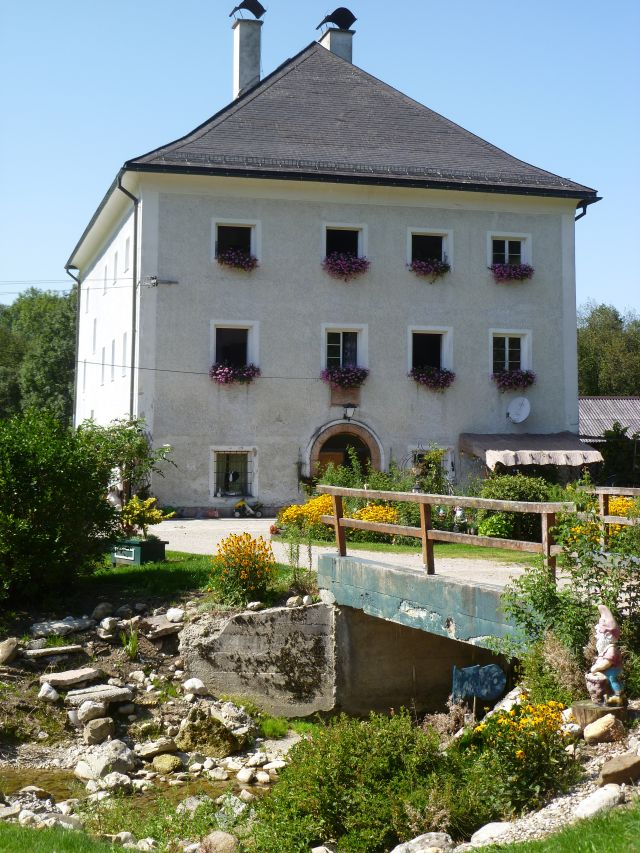
Ansitz Pabenschwandt

Das Wappen wurde der Gemeinde 1975 verliehen: „In rotem Schild unter schwarzem, von goldenem Pfahl überzogenem Schildhaupt ein grüner Dreiberg, aus dessen Mittelkuppe fünf schmale silberne Bäche entspringen, radial aufwärts laufend. Die mittleren Bäche sind gemeinsam mit einem goldenen Ringe belegt.“
Die fünf Bäche symbolisieren den aus fünf Gemeinden bestehenden Abwasserverband Plainfeld. Das schwarz-goldene Schildhaupt steht für die mittelalterliche Grundherrschaft der Pabenschwandt.

## Kultur und Sehenswürdigkeiten
- Katholische Pfarrkirche Plainfeld hl. Leonhard, von Friedhof umgeben[10]
- Pfarrhof südlich der Kirche[10]
- Ansitz Pabenschwandt[10]

## Wirtschaft und Infrastruktur

### Wirtschaftssektoren
Von den knapp 300 Arbeitsplätzen in der Gemeinde entfielen 24 auf die Landwirtschaft, beinahe 100 auf den Produktionssektor und 170 auf Dienstleistungen. Mehr als zwei Drittel der Erwerbstätigen im Produktionssektor arbeiteten im Baugewerbe. Der größte Arbeitgeber im Dienstleistungssektor war der Handel (Stand 2011).

### Berufspendler
Im Jahr 2011 lebten 664 Erwerbstätige in Plainfeld. Davon arbeiteten 128 in der Gemeinde, mehr als achtzig Prozent pendelten aus.

## Persönlichkeiten
- Wolfgang Saliger, Politiker und Ehrenbürger

## Sonstiges
Ein Teil des Salzburgrings liegt im Gemeindegebiet von Plainfeld.